# Гетто в Крупках
Гетто в Кру́пках (июль 1941 — 18 сентября 1941) — еврейское гетто, место принудительного переселения евреев города Крупки Минской области и близлежащих населённых пунктов в процессе преследования и уничтожения евреев во время оккупации территории Белоруссии войсками нацистской Германии в период Второй мировой войны.

## Оккупация Крупок и создание гетто
Перед войной, в 1939 году, в городе Крупки жили 870 евреев, к которым добавилось много беженцев из западных областей. Большинство из них остались на оккупированной территории.
Город был захвачен немецкими войсками 1 июля 1941 года, и оккупация продлилась 3 года — до 28 июня 1944 года.

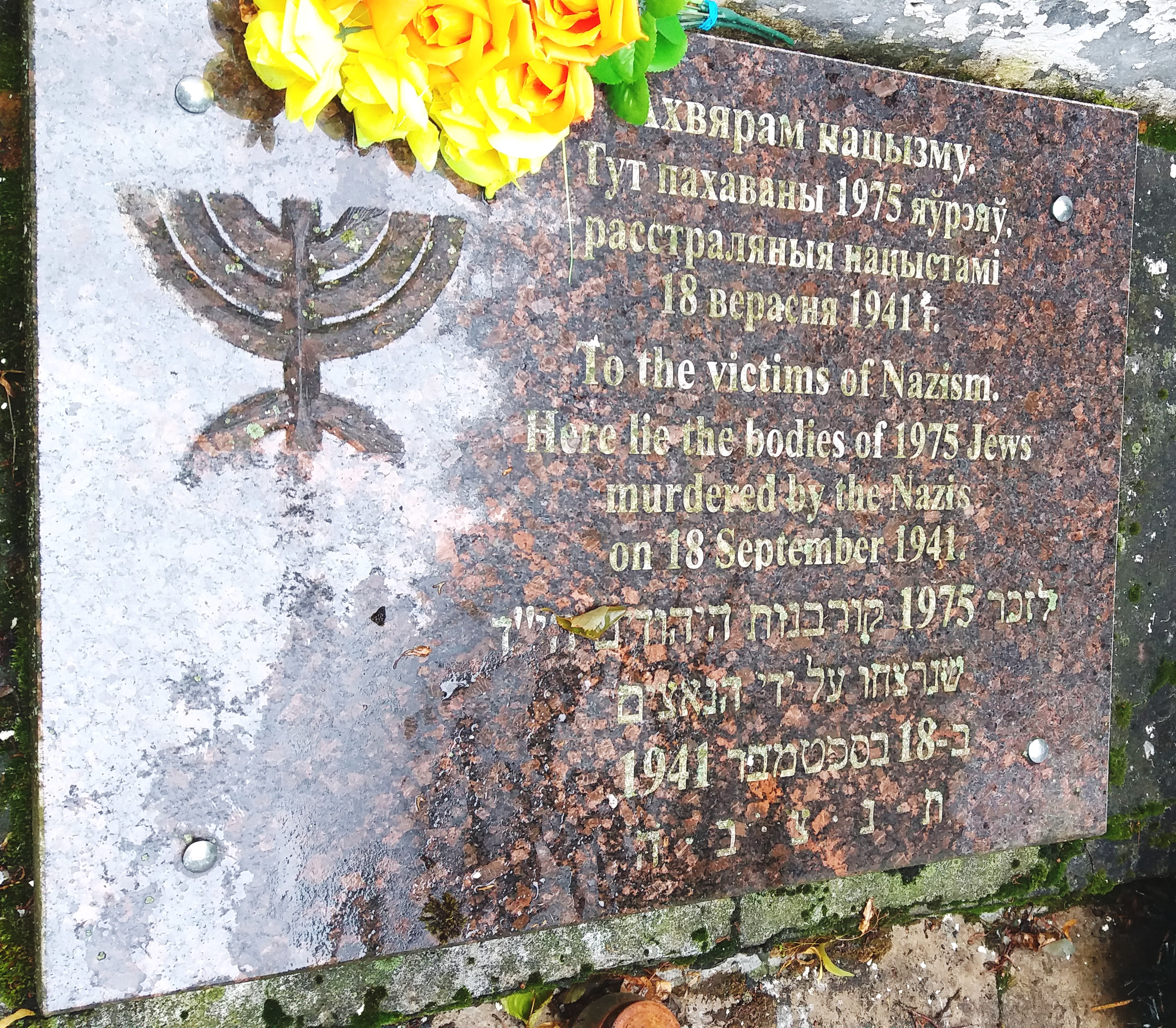
Надпись на памятнике

Уже в июле 1941 года немцы, реализуя нацистскую программу уничтожения евреев, организовали в местечке гетто.

## Условия в гетто
Всего в гетто оказались не менее 1900 (1975, около 2000) евреев — как из самих Крупок, так и из ближних деревень.
Под страхом смерти евреям запрещалось появляться без опознавательных знаков на одежде.

## Уничтожение гетто
Убийства евреев начались в Крупках уже в июле 1941 года, ещё до создания гетто.
Первой крупной «акцией» (таким эвфемизмом нацисты называли организованные ими массовые убийства) стал расстрел около 100 евреев на кладбище.
18 сентября (по другим сведениям, 5 октября, в декабре) 1941 года в 7 часов утра немцы и полицейские выгнали евреев из домов на базарную площадь около здания городской управы. Людей проверили по спискам и переводчик объявил, что их сейчас якобы поведут пешком до Орши, откуда переправят в Палестину (по другим сведениям, повезут на работы в Германию). Евреям приказали взять с собой только деньги и ценные вещи, дома́ приказали не запирать, а замки и ключи сдать. Всем жителям города нацисты запретили выходить из домов.
Под конвоем колонну повели по улице Советской, и обреченные люди спокойно дошли до шоссе. Во время движения запрещалось останавливаться и разговаривать, а «нарушителей» били палками. Евреи поняли, что их ожидает, только когда их завернули около моста через речку Стражница в сторону деревень Майск и Лебедево, и они увидели немецких солдат с пулеметами.
Колонну остановили около урочища Панское у деревни Лебедево возле поля колхоза «1 Мая». До войны здесь велись торфоразработки, от которых там остались рвы. Через ров перебросили широкую доску, 10 евреев подвели туда, заставили раздеться и встать на доску. В толпе обреченных людей началась паника и поднялся страшный крик. По стоящим на доске произвели залп, девять человек упали в ров сразу, а одного старика добили вторым выстрелом. Затем на доску загнали следующих десять евреев. Расстрел проводили не каратели СС, а части вермахта — солдаты 354-го пехотного полка. Коллаборационисты стояли в оцеплении, но начальник участка Свитковский, военный комендант Гебель, начальник СД Иванов, начальник района Барановский и полицейский Бронислав Закревский лично участвовали в убийствах. Тела убитых сложили в две ямы, которые заполнились почти до краев. Некоторые из оказавшихся там были ещё живыми, и немцы ходили и стреляли в них из пистолетов.
В этот день, 18 сентября 1941 года, были убиты 1500 (1800, 1975) человек.
В марте 1942 года около православного кладбища немцы убили ещё более 100 евреев.
В феврале 1942 года (в 1943 году) немцы пытались скрыть следы преступлений, и пригнали около 200 советских военнопленных, заставив их раскопать братскую могилу евреев и сложить останки в находящемся рядом панском имении для последующего сжигания. Пленных после работы также расстреляли и их тела сожгли. В 1944 году на этом же месте немцы убили и сожгли тела заключенных Крупской и Борисовской тюрем.

## Организаторы и исполнители убийств
Полицию из местных жителей в Крупках возглавлял бывший командир Красной Армии Тимофей Свитковский. Начальником района был назначен Барановский. Бургомистрами Крупок в были Каронь, Павковец и Евтышевский. Начальником СД был Иванов, старостами — Иосиф Авгинников и Петр Драница. Военную комендатуру возглавлял немецкий офицер Гебель. В полиции служили Иван Драница, Владимир Хващевский, Михаил Титовец, Василий Корань, Дарья Юргулевская, Дмитрий Молосай, Федор Кондратенко, Василий Балбас, Василий Асиповец, Юльян Кейзо.

## Случаи спасения
Во время расстрела 18 сентября 1941 года несколько узников гетто уцелели — Софья Шалаумова и Мария Шпунт с маленьким сыном. После выстрелов Софья не была даже ранена и просто упала в ров. Среди крестьян, закапывавших тела, Соня узнала своего знакомого и попросила не засыпать её. Затем она вылезла из ямы и убежала с сыном — немцы стреляли в неё, но не попали.

## Память
В 1966 году рижанин Соломон Михалевич собрал группу энтузиастов, которые начали сбор средств для возведения памятника жертвам геноцида евреев в Крупках. Власти дали согласие, но с условием, что на памятнике не будет национальных символов, мотивируя это тем, что в этом месте захоронены и советские военнопленные. Памятник открыли в 1969 году у деревни Лебедево на месте расстрела. Он представляет собой стелу с барельефом скорбящей женщины.
Опубликованы неполные списки жертв геноцида евреев в Крупках.